# Rudolf Mang
Rudolf Mang (Bellenberg, 17 giugno 1950 – Bellenberg, 12 marzo 2018) è stato un sollevatore tedesco.

## Carriera
Gareggiando per la Germania Ovest nella categoria dei pesi massimi (oltre 90 kg) partecipò alle Olimpiadi di Città del Messico del 1968, competizione valida anche come campionato mondiale, giungendo al quinto posto. Nella categoria dei pesi super-massimi (oltre 110 kg) vinse la medaglia d'argento alle Olimpiadi del 1972, anche questa valida come campionato mondiale, e ai Campionati mondiali del 1973, oltre a una medaglia d'argento e due di bronzo ai Campionati europei.
È morto all'età di 67 anni per complicazioni in seguito ad un infarto.